# Хинова
Хинова (рум. Hinova) је село у  Румунији у жупанији Мехединци. Хинова је административни центар истоимене општине.

## Положај
Хинова се налази 263 километара западно од Букурешта, 14  километара од града Дробета-Турну Северин и 85 километара западно од Крајове.

## Становништво
Према попису из 2011. године у селу је живело 1.071 становника што је за 51 (4,76%) више у односу на 2002. када је на попису било 1.020 становника.
| Етнички састав према попису из 2011.‍ | Етнички састав према попису из 2011.‍ | Етнички састав према попису из 2011.‍ | Етнички састав према попису из 2011.‍ | Етнички састав према попису из 2011.‍ |
| ------------------------------------ | ------------------------------------ | ------------------------------------ | ------------------------------------ | ------------------------------------ |
|                                      |                                      |                                      |                                      |                                      |
| Румуни                               | Румуни                               |                                      | 1.035                                | 96,64%                               |
| Непознато                            | Непознато                            |                                      | 36                                   | 3,36%                                |

## Римски каструм Хинова
У близини насеља, поред Дунава, налазе се остаци римског каструма који датира из 3. века п. н. е. Каструм је имао четири куле и једну капију са јужне стране која је била ојачана двема квадратним кулама. Тврђава је била срушена 378. или 379. године, а затим је обновљена. Била је у функцији све до 5. века. 1980. године овде је откривен велики број златних предмета који су припадали Трачанима.